# Друштвене промене
Друштвене промене као социолошки појам означавају измене у друштвеној структури. Оне обухватају измене које се односе на друштвене установе, друштвено понашање и друштвене односе. Друштвене промене су увек присутне у друштвеном животу, али су у модерно доба постале веома интензивне.
Друштвене промене су промене у друштву, где појединци и групе мењају начин мишљења, политичку моћ, улоге и положај.
Порекло модерне социологије се може пратити кроз покушаје да се разумеју драматичне промене које су потресале модерни свет и промовисале нове облике друштвеног поретка. Према речима Ентонија Гиденса, социологију су изнедриле друштвене промене које је покренула индустријализација на Западу.
Социјални развој истраживачки институт Уједињених нација дефинише као скуп структуралних промена које се предузимају у циљу проналажења кохерентних и  решења за проблеме са којима се сусреће друштво. То практично значи да социјални развој обухвата друштвено дефинисане циљеве за одређени временски период и одређивање потребних средстава да би се ти циљеви остварили. Као део друштвеног развоја, социјални развој обухвата промене које се односе на побољшање квалитета живота људи, на стварање могућности за задовољавање, унапређење и богаћење разноврсних и универзалних људских потреба, на подизање нивоа социјалне сигурности грађана, на побољшање услова продукције и репродукције живота и на превенцију и сузбијање социјалних проблема.

## Дефиниција
Друштвене промене се можда не односе на појам друштвеног напретка или социокултурне еволуције, филозофску идеју да се друштво креће напред еволуционим средствима. То се може односити на парадигматску промену у друштвено-економској структури, на пример на транзицију из феудализма у капитализам, или на хипотетичку будућу транзицију у неки облик посткапитализма.
Друштвени развој се односи на то како људи развијају друштвене и емоционалне вештине током животног века, са посебном пажњом на детињство и адолесценцију. Здрав друштвени развој омогућава да се формирају позитивни односи са породицом, пријатељима, наставницима и другим људима у животима људи.

## Проминентне теорије
Промена долази из два извора. Један од извора су јединствени фактори као што су клима, време или присуство одређених група људи. Други извор су систематски фактори. На пример, успешан развој генерално има исте захтеве, као што су стабилна и флексибилна влада, довољно слободних и доступних ресурса и разнолика друштвена организација друштва. У целини, друштвена промена је обично комбинација систематских фактора заједно са неким случајним или јединственим факторима.
Многе теорије покушавају да објасне друштвене промене. Једно гледиште сугерише да теорија промене треба да укључује елементе као што су структурни аспекти промене (као што су промене становништва), процеси и механизми друштвених промена и правци промене.
- Хришћанска: У хришћанству и јудаизму друштвене промене се виде у смислу Божјих благослова за верност или проклетстава за непослушности. Погледајте Поновљене законе, поглавље 28.
- Хегелијанска: Класични хегелијански дијалектички модел промене заснива се на интеракцији супротстављених сила. Полазећи од тачке тренутног застоја, теза на коју се супротставља антитеза прво доводи до сукоба, а затим доводи до нове синтезе.
- Марксистичка: Марксизам представља дијалектички и материјалистички концепт историје, посматрајући историју човечанства као фундаменталну „борбу између друштвених класа“.[5]
- Кунијевска: Филозоф науке, Томас Кун, тврди у Структури научних револуција у вези са Коперниканском револуцијом да ће људи вероватно наставити да користе наизглед неизводљиву парадигму све док боља парадигма не буде опште прихваћена. Кунијевски приступ проучавању друштава је обезбеђен критичним приступом друштвеног поретка и промена.
- Хераклитска: Грчки филозоф Хераклит је користио метафору реке да би говорио о промени на следећи начин: „Они који закораче у реке остајући исти, друге и друге воде носе“ (ДК22Б12). Чини се да Хераклит овде сугерише, без обзира на каснија тумачења, да би река остала река, промена мора да се стално дешава. Тако се Хераклитански модел може сматрати паралелним моделу живог организма, који, да би остао жив, мора стално да се мења. Савремена примена овог приступа приказана је у теорији друштвених промена SEED-SCALE која се надограђује на подпољу појаве теорије сложености.
- Даоистичка: Кинеско филозофско дело Дао Де Јинг, I.8 и II.78 користи метафору воде као идеалног агента промене. Вода, иако мека и савитљива, на крају ће истрошити камен. Промена, у овом моделу, треба да буде природна, хармонична и постојана, мада неприметна.

Грант сугерише да појединци могу имати највећи лични утицај фокусирајући се на нивое 2 и 3.

## Врсте промена
Друштвене промене могу варирати у зависности од брзине и обима и подстицаја. Нека истраживања о различитим типовима друштвених промена фокусирају се на друштвене организације као што су корпорације.
Различите манифестације промена укључују:
- Фабијанска промена[9] – постепено и реформистичко постепено побољшање на начин Фабијанског друштва
- радикална промена[10] – побољшања се укорењују и гранају у стилу политичког радикализма
- револуционарна промена[11] – нагла, радикална и драстична промена, са импликацијама насиља и почетка изнова (можда најпопуларнија као политички баук)
- трансформациона промена[12] – новодобна верзија радикалне промене, и стога ју је тешко дефинисати
- континуирана промена, отворена промена – промена (наводно) зарад промене[13]
- промена одозго надоле – ослањање на вођство[14]
- промена одоздо према горе[15] – ослањање на збијене масе

## Актуелни примери

### Глобалне демографске промене
Једна од најочигледнијих промена која се тренутно дешава је промена релативне глобалне дистрибуције становништва између земаља. Последњих деценија, земље у развоју су постале већи удео у светској популацији, повећавши се са 68% 1950. на 82% 2010. године, а становништво развијених земаља се смањило са 32% укупне светске популације 1950. године на 18% у 2010. Кина и Индија и даље су највеће земље, а следе САД као далека трећа. Међутим, раст становништва широм света се успорава. Раст становништва међу развијеним земљама успорава од 1950-их и сада износи 0,3% годишњег раста. Раст становништва међу мање развијеним земљама, искључујући оне најнеразвијеније, такође се успорава од 1960. године и сада износи 1,3% годишње. Раст становништва међу најнеразвијенијим земљама је релативно мало успорен и највећи је са 2,7% годишњег раста.

### Родни обрасци рада и неге
У већем делу развијеног света, промене од различитих мушких и женских послова ка родно равноправнијим обрасцима су економски важне од средине 20. века. Сматра се да и мушкарци и жене дају велики допринос друштвеним променама широм света.